# نادي الكرمل
نادي الكرمل هو ناد رياضي أردني مقره مخيم الحصن في محافظة إربد.